# Burgscheidungen
Burgscheidungen is een ortsteil van de Duitse stad Laucha an der Unstrut in de deelstaat Saksen-Anhalt. Burgscheidungen was tot 1 juli 2009 een zelfstandige gemeente in de Burgenlandkreis.

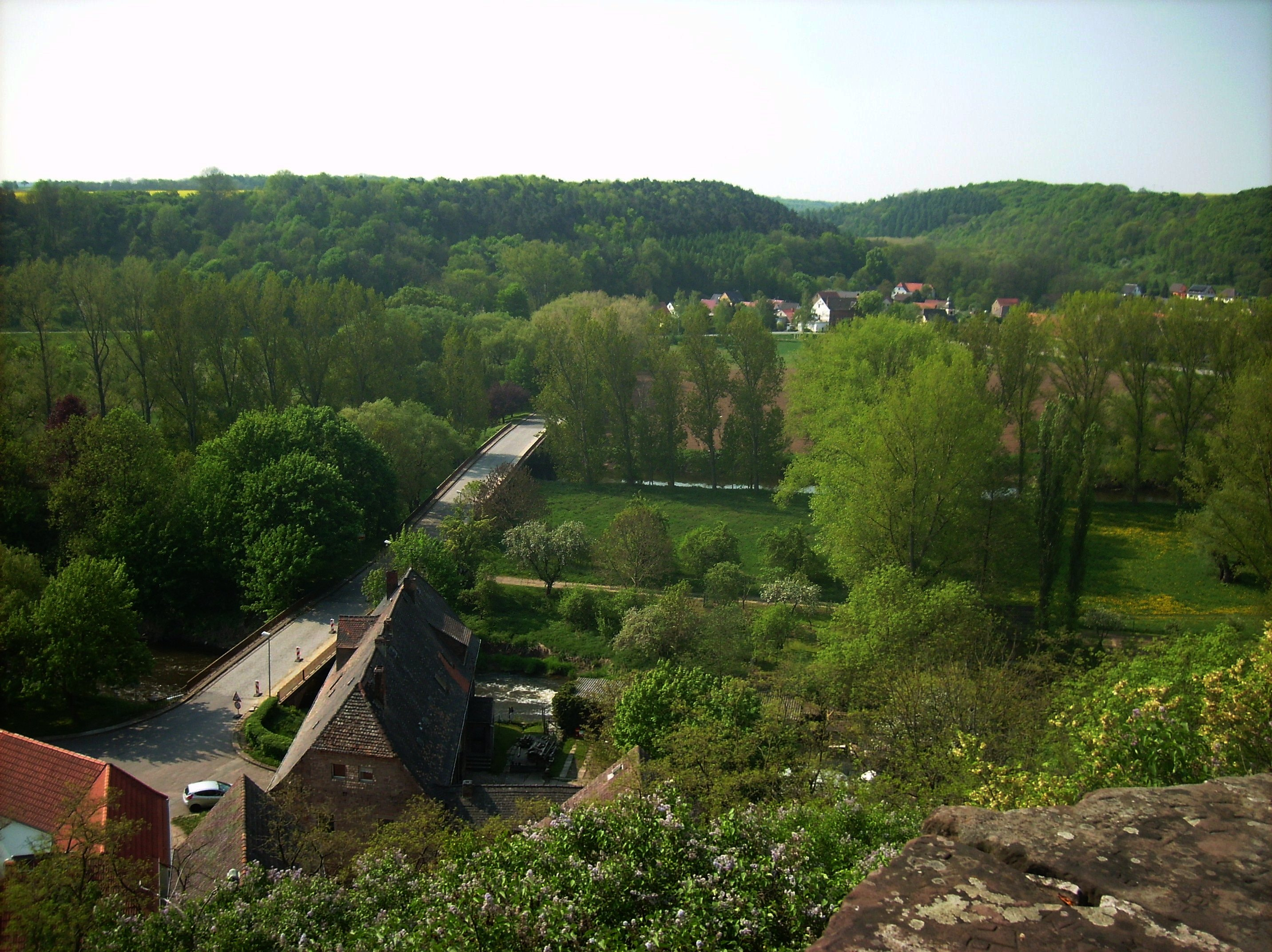
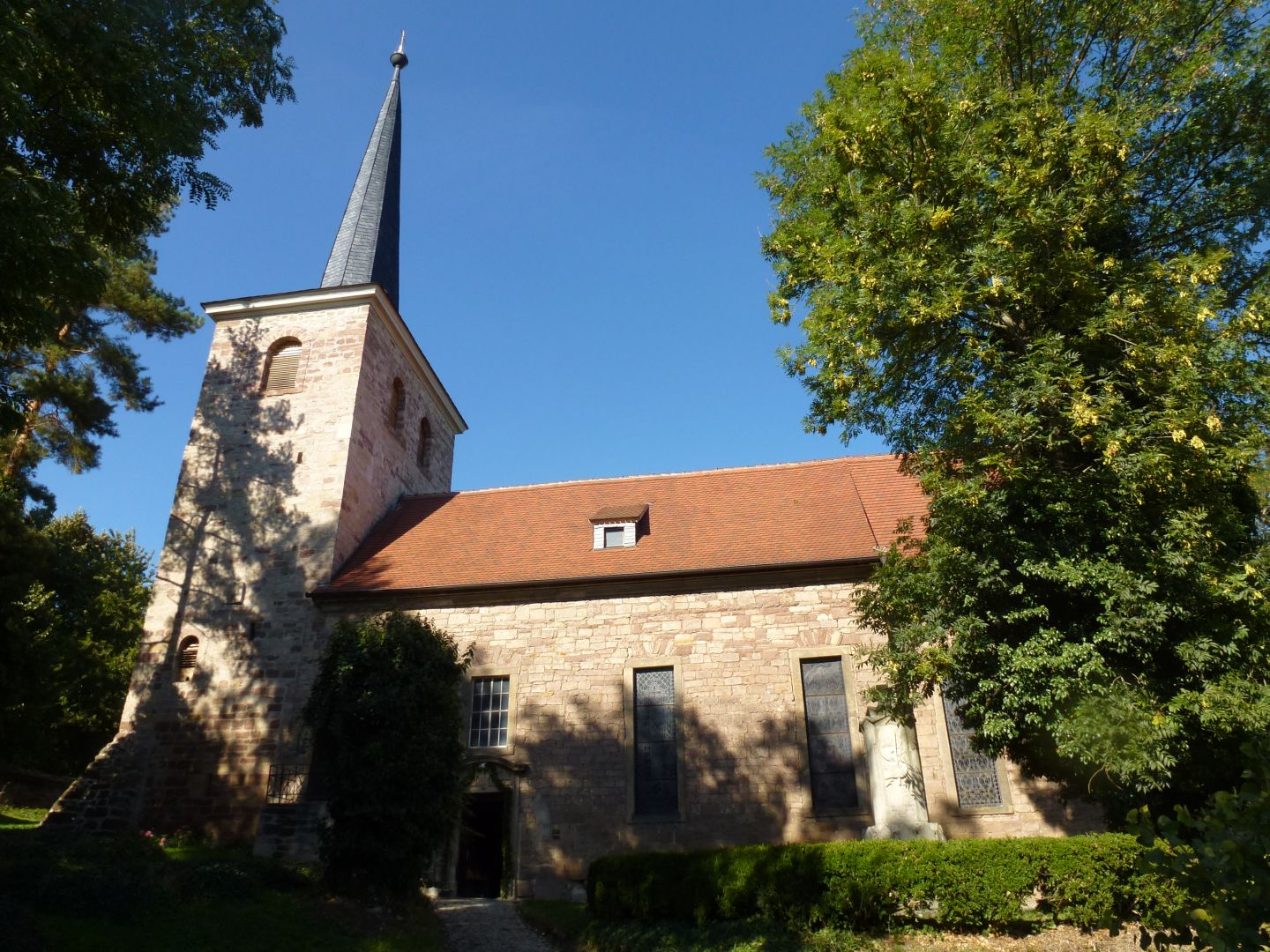
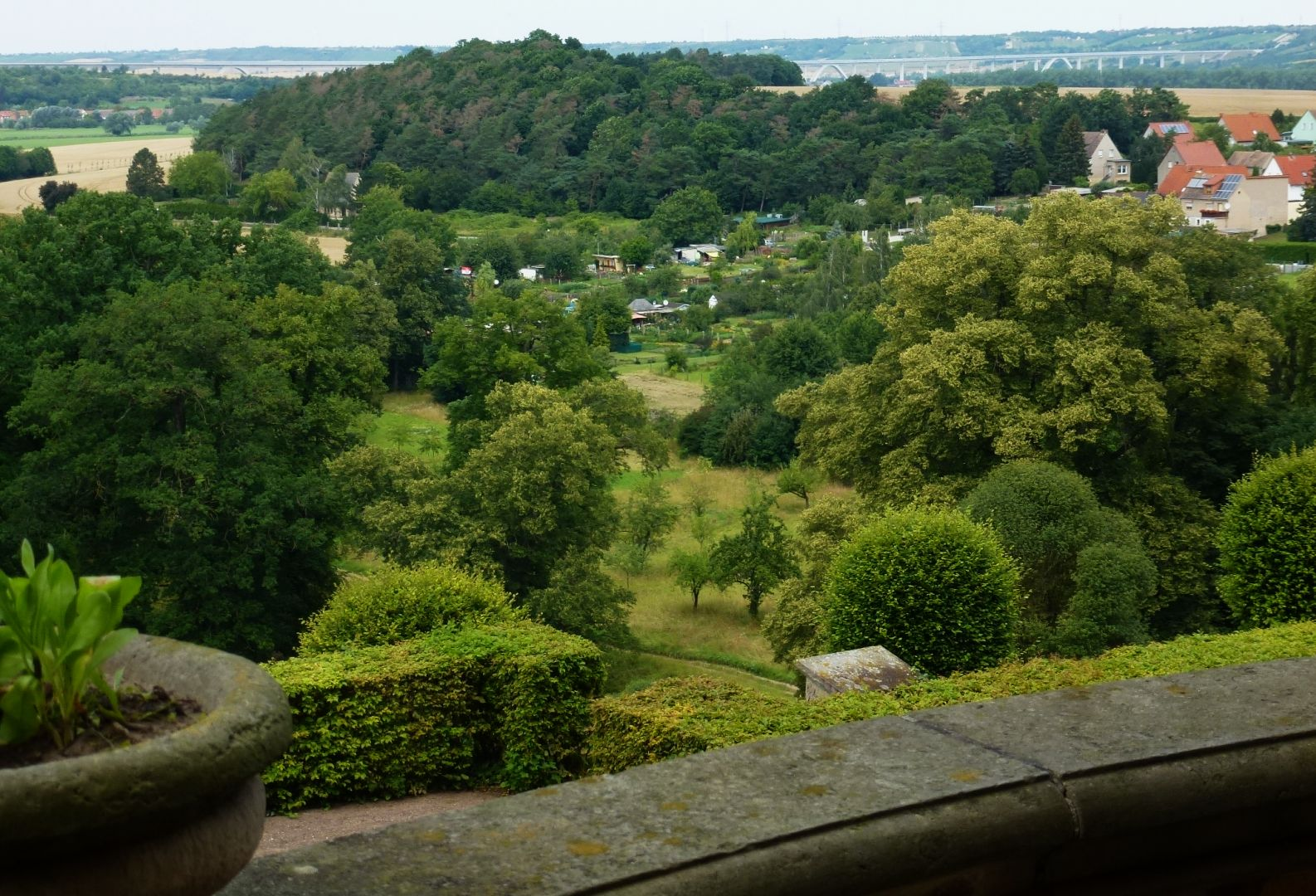
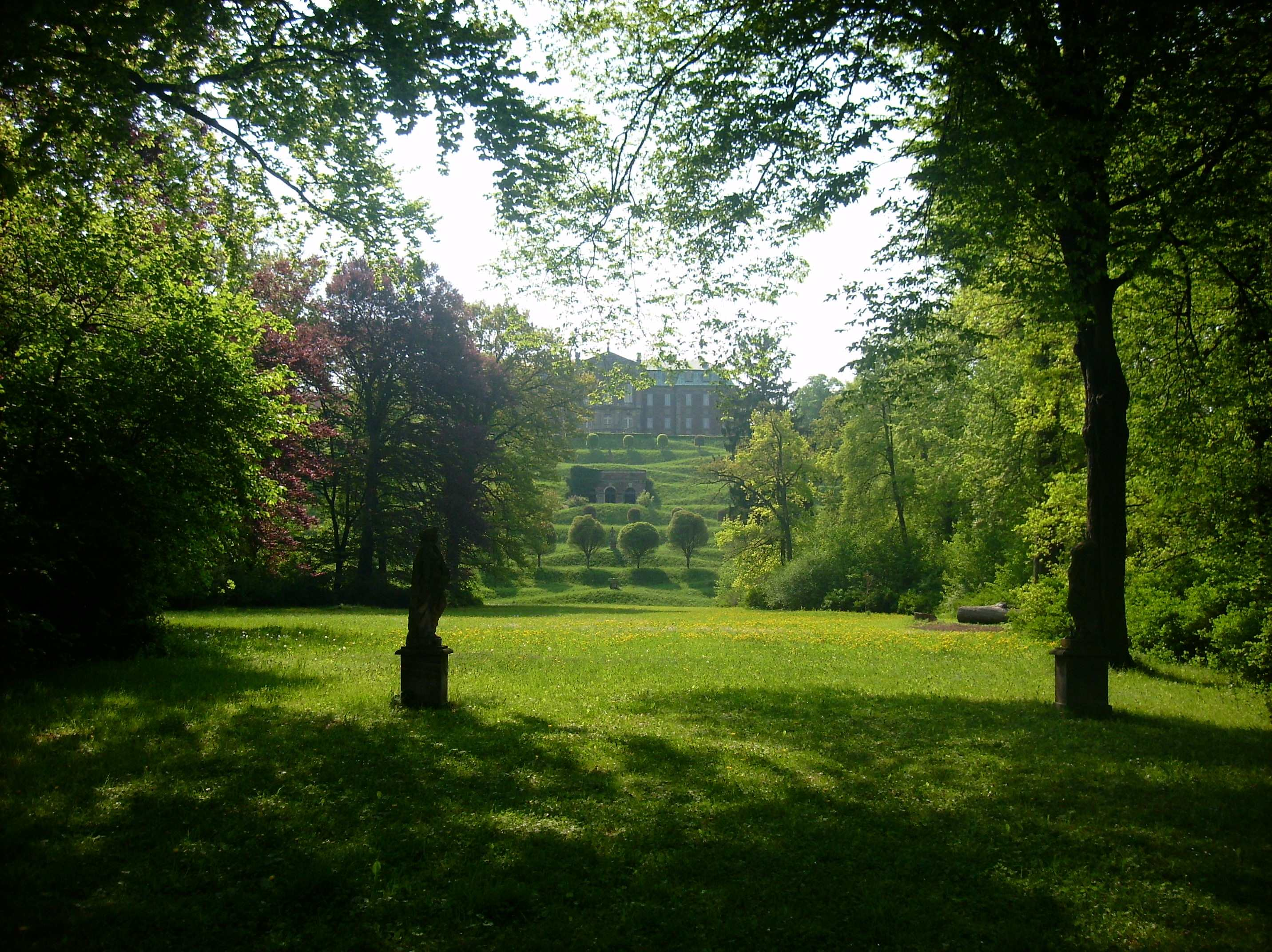
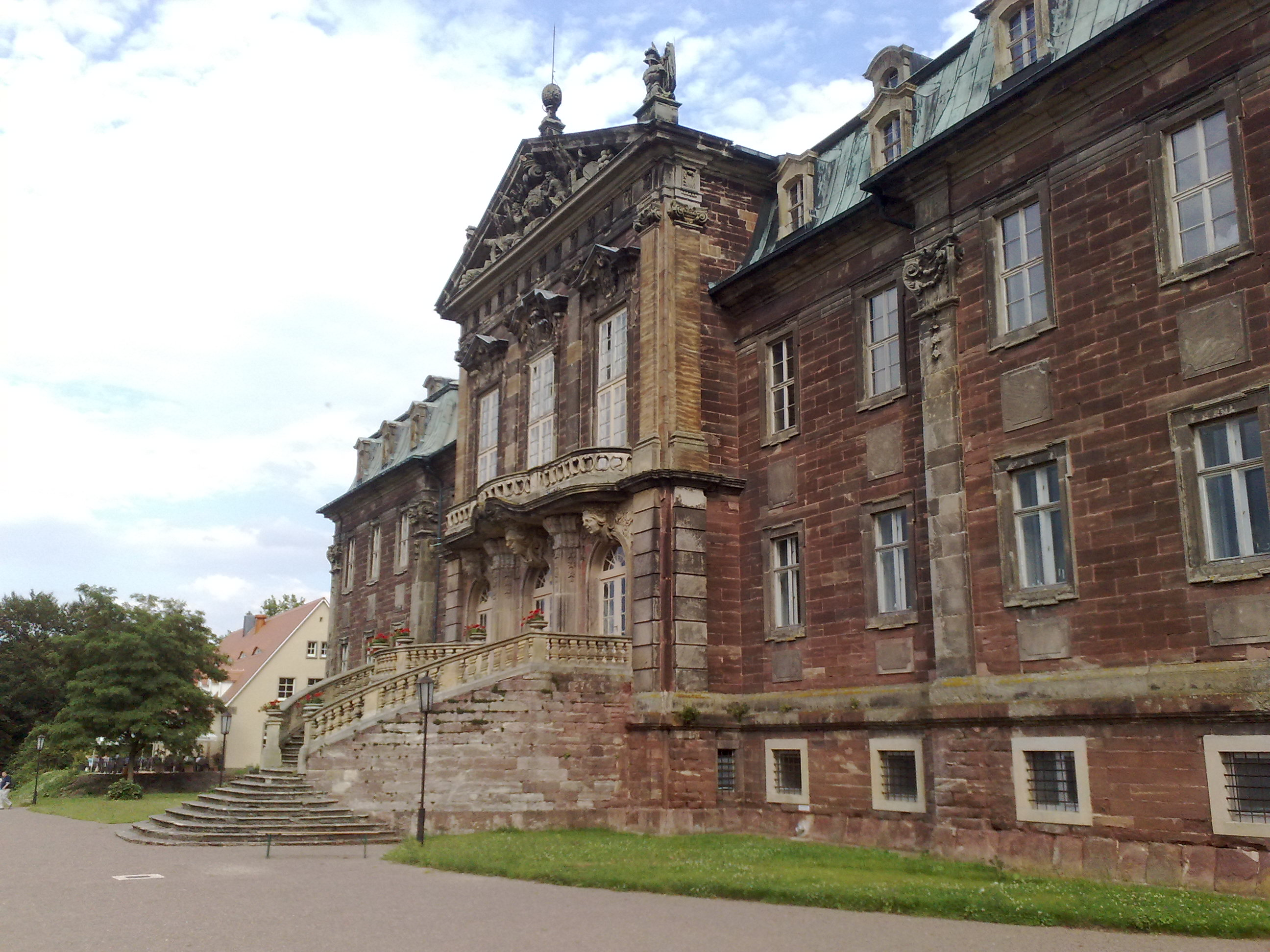
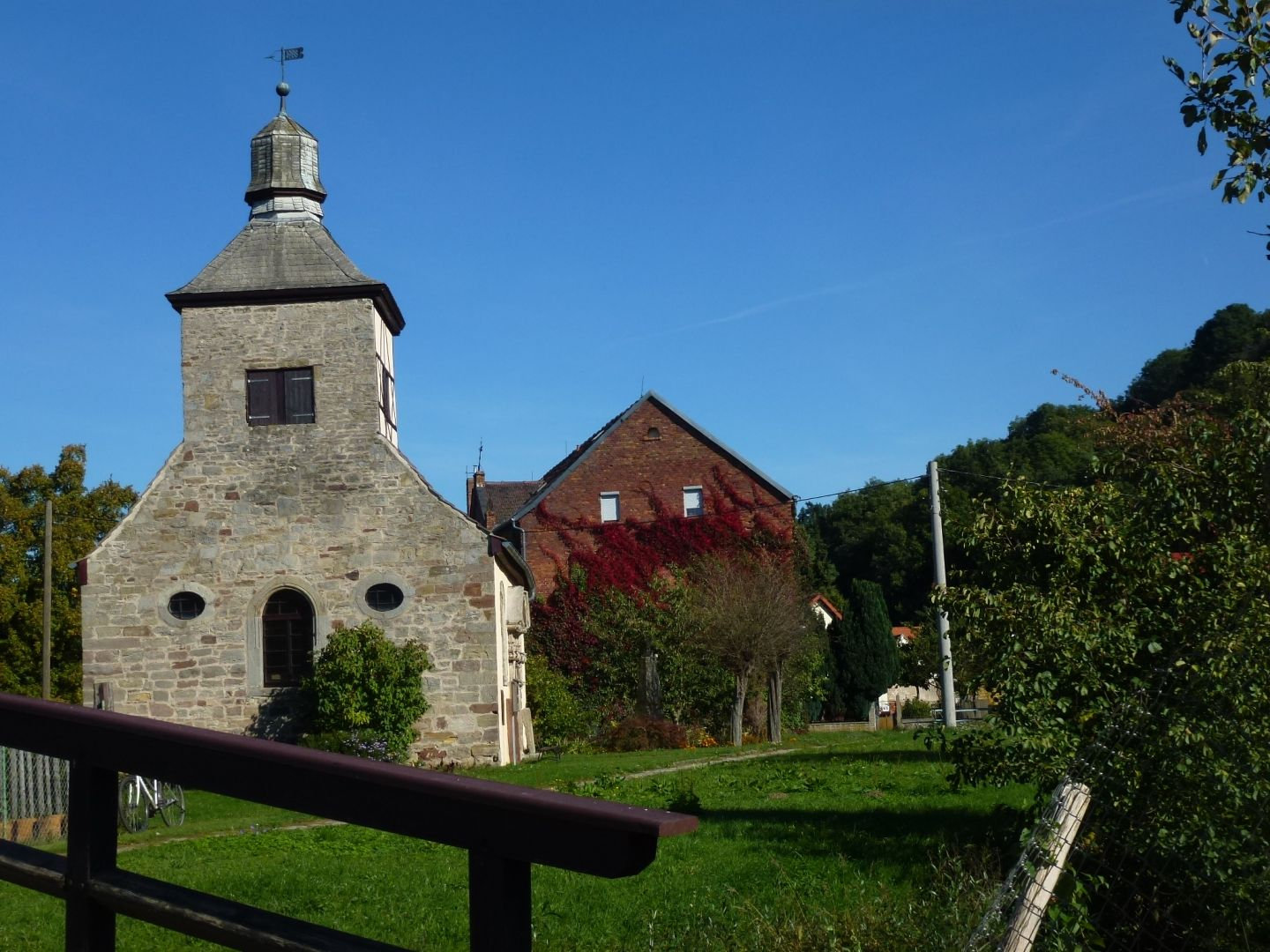
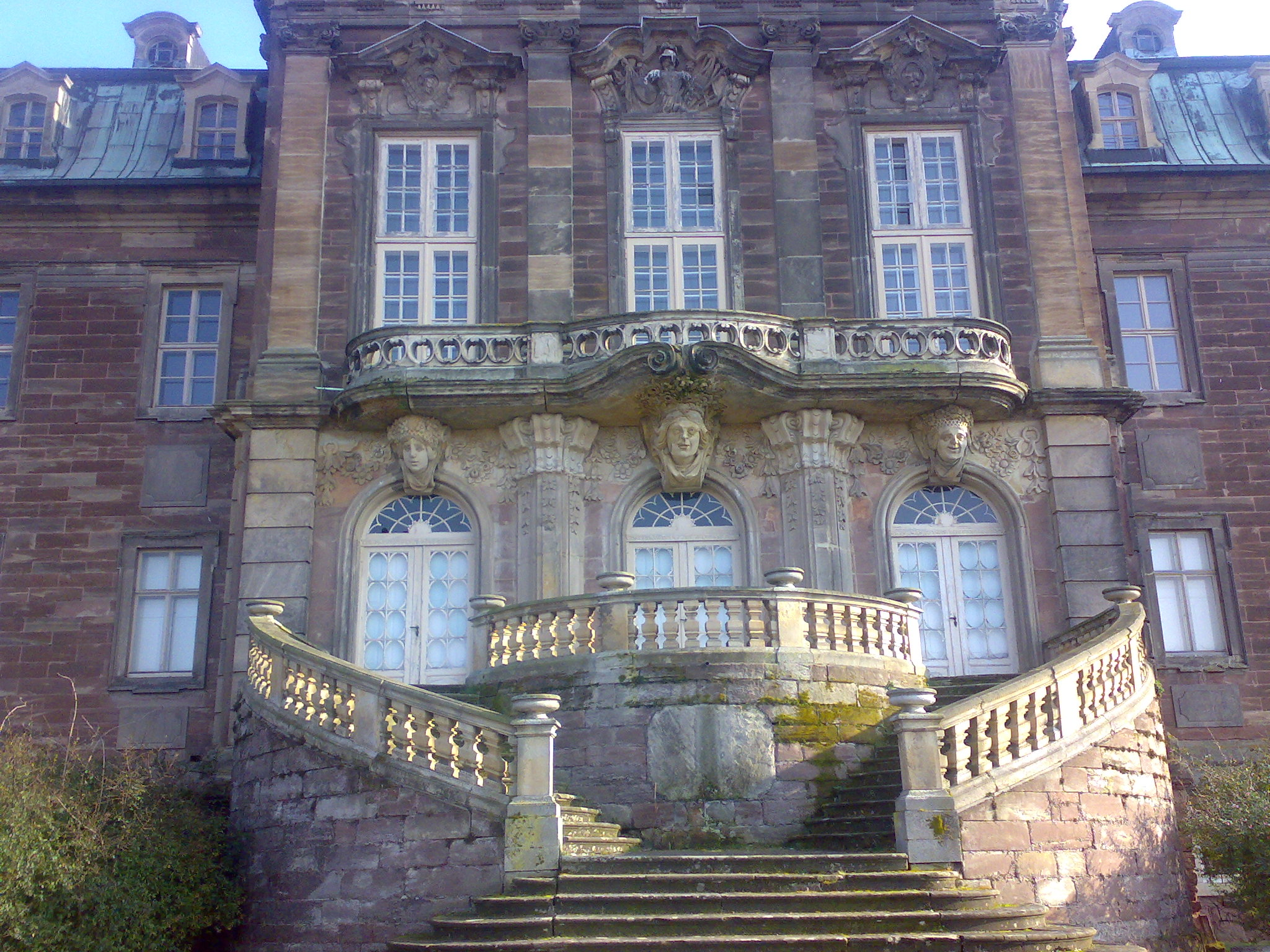